# Sprayliz
Elizabeth "Sprayliz" Petri è un personaggio dei fumetti creato da Luca Enoch ed esordito nel 1992 sulla rivista Intrepido.

## Storia editoriale
La prima serie di 14 storie del personaggio venne pubblicata sull'Intrepido dalla Casa Editrice Universo la quale poi la ristampò in una serie di tre volumi, Sprayliz Compact, dal 1993 al 1995. Seguì poi una serie dedicata, Sprayliz Pocket, di dodici numeri edita dal 1994 al 1995 dalla Star Comics e un'altra di cinque albi nella collana Nuvole edita da Comics & Dintorni. L'editore Macchia Nera nel 1999 pubblica una nuova serie di quattro numeri che ristampa a colori le prime otto storie pubblicate originariamente sull'Intrepido.
Altri episodi sono apparsi su varie testate, sia ristampe che racconti inediti, oltre che in albi speciali per convention e rassegne. Edizioni BD le ha dedicato tre volumi.

## Personaggio
Elizabeth, detta Liz, è una studentessa liceale e ginnasta artistica con la segreta passione per il graffitismo con bombolette spray, dalle quali deriva la sua tag: Sprayliz.
Dal carattere indipendente e intraprendente, bisessuale, ama realizzare sui muri della metropoli dove vive graffiti con i quali denuncia gli abusi di potere del sindaco e della polizia affrontando tematiche sociali che spaziano dal razzismo allo sfruttamento, all'uso terapeutico delle droghe, non escludendo temi come Piazza Tiananmen e la violenza della polizia.

## Comprimari
- Kate Rutherford: amica di Liz sin dai tempi della scuola elementare, è apertamente lesbica e ha una cotta per Liz
- Abraham "Abe" Kane: poliziotto con cui la protagonista ha una relazione. Con tutti i problemi di un rapporto tra un poliziotto e una minorenne ricercata
- Anne Rutherford: sorella di Kate di professione scultrice. Il personaggio è ispirato alla moglie dell'autore
- Kaifa: graffitaro, studente di medicina e terzo pretendente al cuore di Liz
- Hector, Cazza, Desdemona e Freak: grafittari e menti dietro il centro sociale "Macondo"
- Harry Kinnock: brutale tenente di polizia incaricato di arrestare Liz ad ogni costo, dopo che Liz lo ha sfregiato con un rasoio ne ha fatto una questione personale
- Brown: sindaco, burocrate e corrotto, nonché principale soggetto dei graffiti di Liz
- Don Luigi: il parroco della metropoli dove Liz vive. In un episodio si scoprirà essere segretamente innamorato di una sua parrocchiana.
- Pino: fornaio di origini italiane, è colui che fornisce il pane a Liz.
- Therese: amica di Kate nonché "fidanzata".
- Joseph: hacker, perduta la sua casa si trasferisce in pianta stabile al Macondo.
- B.B./ Big Bear: tatuatore del centro sociale Macondo.
- Kay: altra amica di Kate.